# Iole palawanensis
Iole palawanensis é uma espécie de ave da família Pycnonotidae.
É endémica das Filipinas.
Os seus habitats naturais são: florestas subtropicais ou tropicais húmidas de baixa altitude.